# Влагоёмкость почвы
Влагоёмкость (водоёмкость, водоудерживающая сила, капиллярность почвы) — свойство почвы принимать и задерживать в своих волосных скважинах известное количество капельножидкой воды, не позволяя последней стекать.
Процентное отношение её веса к весу почвы или, соответственно, её объёма к объёму почвы, выраженное в процентах, а так же миллиметрах водного столба, называется показателем влагоёмкости почвы.
Влагоёмкость почвы — величина, количественно характеризующая водоудерживающую способность почвы; способность почвы поглощать и удерживать в себе от стекания определённое количество влаги действием капиллярных и сорбционных сил. В зависимости от условий, удерживающих влагу в почве, различают несколько видов влагоёмкости почвы: максимальную адсорбционную, капиллярную, наименьшую и полную. Максимальная адсорбционная влагоёмкость почвы, связанная влага, сорбированная влага, ориентировочная влага — наибольшее количество прочно связанной воды, удерживаемое сорбционными силами. Чем тяжелее гранулометрический состав почвы и выше содержание в ней гумуса, тем больше доля связанной, почти недоступной влаги почве. Капиллярная влагоёмкость почвы — максимальное количество влаги, удерживаемое в почвогрунте над уровнем грунтовых вод капиллярными (менисковыми) силами. Зависит от мощности слоя, в котором она определяется, и его удалённости от зеркала грунтовых вод. Чем больше мощность слоя и меньше его удаление от зеркала грунтовых вод, тем выше капиллярная влагоёмкость почвы. При равном удалении от зеркала её величина обусловлена общей и капиллярной пористостью, а также плотностью почвы. С капиллярной влагоёмкостью почвы связана капиллярная кайма (слой подпёртой влаги между уровнем грунтовых вод и верхней границей фронта смачивания почвы). Капиллярная влагоёмкость почвы характеризует культурное состояние почвы. Чем почва менее оструктурена, тем больше в ней происходит капиллярный подъём влаги, её физическое испарение и, зачастую, накопление в верхней части легкорастворимых, в том числе и вредных для растений солей. Наименьшая — полевая влагоёмкость почвы — кол-во воды, фактически удерживаемое почвой в природных условиях в состоянии равновесия, когда устранено испарение и дополнительный приток воды. Эта величина зависит от гранулометрического, минералогического и химического состава почвы, её плотности и пористости. Применяется при расчёте поливных норм. Полная влагоёмкость почвы, водовместимость почвы — содержание влаги в почве при условии полного заполнения всех пор водой. При полной влагоёмкости почвы влага, находившаяся в крупных промежутках между частицами почвы, непосредственно удерживается зеркалом воды или водоупорным слоем. Водовместимость почвы рассчитывается по её общей пористости. Значение величины полной влагоёмкости почвы необходимо при подсчете способности водовпитывания без образования поверхностного стока, для определения способности водоотдачи почвы, высоты подъёма грунтовых вод при обильных дождях или орошении.